# 유성우 (드라마)
유성우(중국어 간체자: 一起来看流星雨, 정체자: 一起來看流星雨, 병음: Yī qǐ lái kàn liú xīng yǔ 이치라이칸류싱위[*], 한자음: 이기내간유성우, 영어: Meteor Shower 미티어 샤워[*])는 가미오 요코의 일본 인기 만화 꽃보다 남자(花より男子)를 중화인민공화국에서 제작한 드라마다.
2009년 8월 후난 TV에서 방영되었다.

## 등장 인물
- 정솽(鄭爽) : 추위첸(楚雨蕁) 역
- 장한(張翰) : 무룽위하이(慕容雲海) 역
- 위하오밍(俞灝明) : 돤무레이(端木磊) 역
- 웨이천(魏晨) : 예숴(葉爍) 역
- 주쯔샤오(朱梓驍) : 상관돤첸(上官瑞謙) 역